# Moreleigh
Moreleigh is een plaats in het Engelse graafschap Devon. Het maakt deel uit van de civil parish Halwell and Moreleigh. Moreleigh komt in het Domesday Book (1086) voor als 'Morlei' / 'Morleia'. De Allerheiligenkerk van Moreleigh, waarvan de oudste delen uit de twaalfde eeuw stammen, heeft een vermelding op de Britse monumentenlijst.